# Selago congesta
Selago congesta är en flenörtsväxtart som beskrevs av Robert Allen Rolfe. Selago congesta ingår i släktet Selago och familjen flenörtsväxter. Inga underarter finns listade i Catalogue of Life.